# Килдерри
Килдерри (англ. Kilderry; ирл. Cill Doire) — деревня в Ирландии, находится в графстве Керри (провинция Манстер) у трассы N70 между Киллорглином и Милтауном.

## В культуре
- Килдерри является местом действия рассказа Говарда Лавкрафта «Болото Луны»[2].